# Barrio el Tepetate Guarda de San Antonio Buenavista
Barrio el Tepetate Guarda de San Antonio Buenavista är en ort i kommunen San José del Rincón i delstaten Mexiko i Mexiko. Samhället hade 356 invånare vid folkräkningen 2020.